# Léandre Tawamba
Léandre Gaël Tawamba Kana, né le 20 décembre 1989 à Yaoundé, est un footballeur international camerounais évoluant au poste d'attaquant avec le club saoudien d'Al-Taï SC.

## Biographie

### En club
Léandre Tawamba inscrit un total de 27 buts en première division slovaque.
Lors de la saison 2017-2018, il inscrit 12 buts en première division serbe avec le Partizan Belgrade. Cette même saison, il atteint avec le Partizan les seizièmes de finales de la Ligue Europa. Il est notamment l'auteur d'un but en seizièmes face au club tchèque du Viktoria Plzeň, ce qui s'avère insuffisant pour se qualifier.

### En équipe nationale
En mars 2018, Tawamba est convoqué pour la première fois en équipe du Cameroun. Le 25 mars 2018, Tawamba honore sa première sélection en étant titularisé d'emblée aux côtés de Vincent Aboubakar, lors d'un match amical contre le Koweït.

## Palmarès
Partizan Belgrade
- SuperLiga
  - Champion : 2017
  - Vice-champion : 2018

- Coupe de Serbie
  - Vainqueur : 2017 et 2018

 Kaïrat Almaty
- Championnat du Kazakhstan
  - Vice-champion : 2016